# Dégradation civique
La dégradation civique était, en droit pénal français, une peine portant sur la privation des droits civiques et politiques et de certains droits civils.
Elle apparaît avec le code pénal de 1791 puis est maintenue par le code des délits et des peines de 1795 et le code pénal de 1810. Elle disparaît avec le nouveau code pénal, entré en vigueur le 1er mars 1994.

## Droit civil québécois
En droit civil québécois, la dégradation civique a été instituée en 1906 dans la Loi abolissant la mort civile afin de substituer à la mort civile. Elle a été abolie en 1971 par la Loi modifiant le nouveau  Code civil et modifiant la Loi abolissant la mort civile.